# Nadace OSF
Nadace OSF byla založena v Praze v roce 1992 jako součást mezinárodní sítě nadací Open Society Foundations, kterou založil americký investor a filantrop George Soros a která působí ve více než 70 zemích světa. Nadace OSF dlouhodobě přispívá k rozvoji otevřené společnosti a prosazuje systémové změny vedoucí k posílení demokracie v České republice.
Roku 2012 pražská Nadace OSF z této sítě vystoupila a finanční prostředky na svou činnost získává od nadačních fondů, firemních dárců i jednotlivců. Patří mezi pět největších nadací v České republice. Za 30 let existence podpořila více než 10 000 projektů celkovou částkou přes 2 miliardy korun. Financuje a sama realizuje jak projekty, které usilují o systémové změny na celostátní úrovni, tak projekty, které přispívají k řešení konkrétních lokálních situací.
Základními aktivitami Nadace OSF jsou Podpora organizací občanské společnosti, ať už finanční nebo expertní, Otevírání složitých a opomíjených témat a Inovativní řešení. 
- Novinářská cena - Nadace OSF od roku 2010 uděluje ocenění novinářkám a novinářům širokého spektra médií, kteří poctivě pracují s fakty a přináší kvalitní novinařinu
- Stronger Roots - Nadace OSF je od roku 2019 lídrem čtyř konzorcia organizací, které posilují samotné kořeny občanské společnosti v Česku, Maďarsku, na Slovensku a od roku 2025 i v Polsku
- Advokační fórum - unikátní program, ve kterém advokační experti a expertky učí občanskou společnost efektivně a profesionálně prosazovat veřejně prospěšné změny
- Knihovny jako průvodkyně 21. stoletím - Nadace OSF s knihovnami spolupracuje na posílení jejich komunitní role i vzdělávacích aktivit, zejména v oblasti mediální a digitální gramotnosti
- Fond Daniela Anýže - Nadace OSF spravuje Fond Daniela Anýže, který založili Kateřina Šafaříková, Jiří Nádoba a Kateřina Šantúrová s cílem pomáhat začínajícím novinářkám a novinářům se zájmem o zahraničí
- Fond pro moderní stát - Nadace OSF spravuje Fond pro moderní stát, který podporuje moderní, efektivní a transparentní stát, kterému lidé důvěřují a kde se cítí bezpečně
- Nadační Fond Hyundai - Nadace OSF spravuje od roku 2007 Nadační fond Hyundai, který podporuje rozvoj občanské společnosti a ochranu životního prostředí v Moravskoslezském kraji

Vedle poskytování grantů Nadace OSF stála v minulosti u zrodu řady projektů s dlouhodobým pozitivním dopadem na českou společnost. Mezi lety 1993-2020 udělovala českým studentům a studentkám stipendia na prestižních středních školách v USA a Velké Británii. V roce 1999 založila obecně prospěšnou organizaci Otevřená společnost. V roce 2011 založila Fond Otakara Motejla, který podporoval neziskové organizace, jež bojují proti korupci a usilují o transparentní a poctivé prostředí v České republice. V roce 2020 Nadace OSF společně s dalšími nadacemi založila Platformu pro včasnou péči, která sdružuje organizace a další profesionály z celé ČR ke společnému prosazování potřebných změn, aby se šance dětí ze znevýhodněného prostředí ve vzdělávacím systému zvýšily.
Výkonnou ředitelkou Nadace OSF je Martina Břeňová.